# 建興郡 (河北省)
建興郡，十六国时後趙設立的郡。
建武十二年（346年）分長樂郡及清河郡地置，治所在廣宗縣（今河北省威縣東北），領廣宗縣（舊屬長樂郡）、建始縣（346年分廣宗縣地置，今廣宗縣東）、興德縣（346年分廣宗縣地置，今廣宗縣一帶）、臨清縣（346年分清河縣地置，今威縣東）、水東縣（346年分清河縣地置，今清河縣西北）5縣。後趙滅亡後，該郡及新置縣份均廢除。